# Leoniden (Meteorstrom)

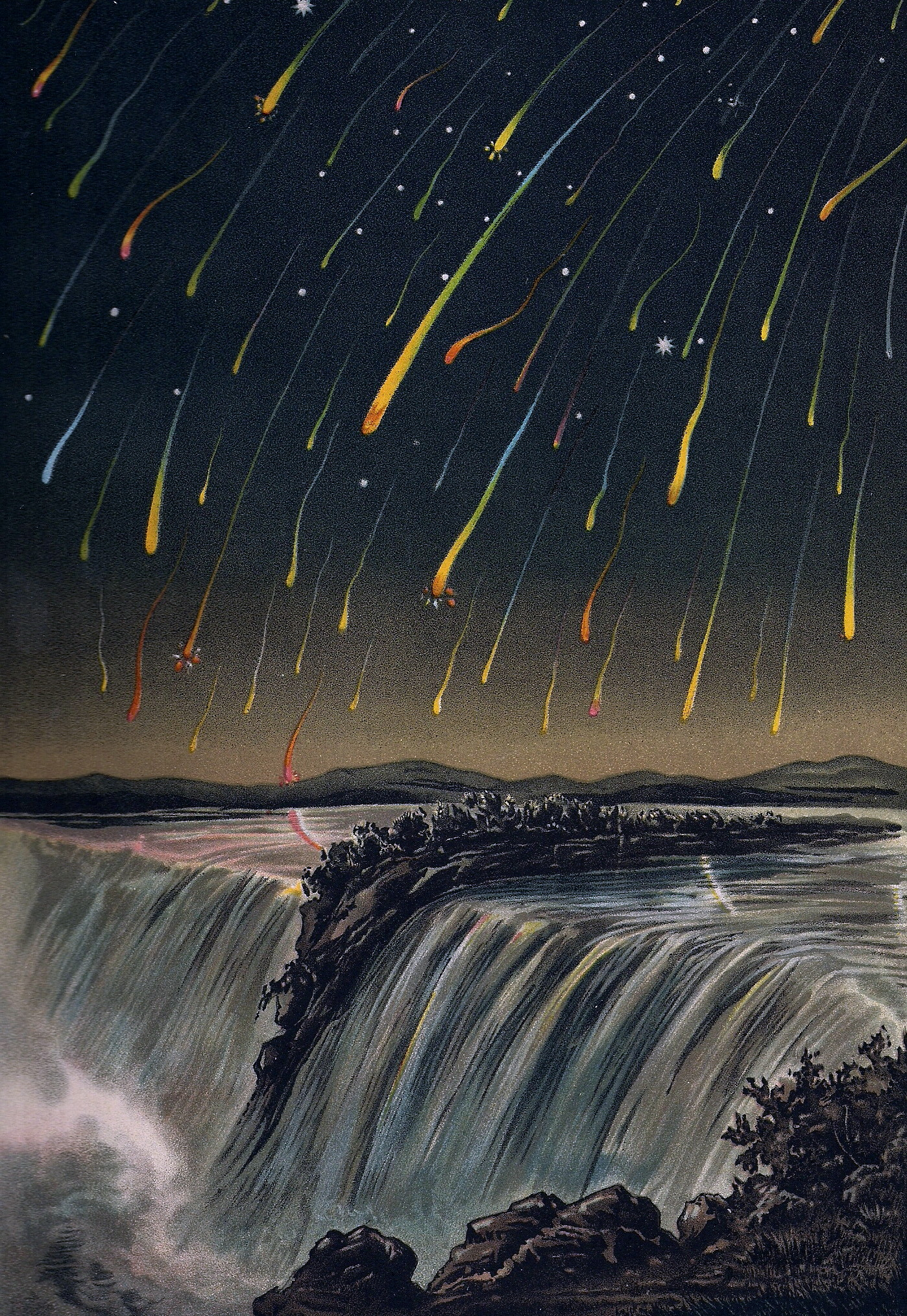
Illustration des Leoniden-Meteorstroms, Nordamerika am 12./13. November 1833 (E. Weiß: Bilderatlas der Sternenwelt, 1888)

Die Leoniden sind ein Meteorstrom (Sternschnuppenstrom), der alljährlich im November zu beobachten ist. Sein Radiant liegt im Sternbild des Löwen (lateinisch leo), etwa 10° nördlich des Sterns Regulus. Sein Ursprung ist 55P/Tempel-Tuttle, ein Komet, der auf seiner Umlaufbahn um die Sonne zahllose Bruchstücke (Meteoroiden) hinterlässt. Kreuzt die Erdbahn eine solche Wolke von Bruchstücken und geraten diese in die Erdatmosphäre, so verglühen sie und können als Sternschnuppen (Meteore) wahrgenommen werden. Die Leoniden sind dabei außerordentlich schnell.

## Geschichte
Die erste wissenschaftliche Beschreibung der Leoniden stammt von Denison Olmsted aufgrund seiner Beobachtungen in der Nacht vom 12. zum 13. November 1833.

## Schwankungen

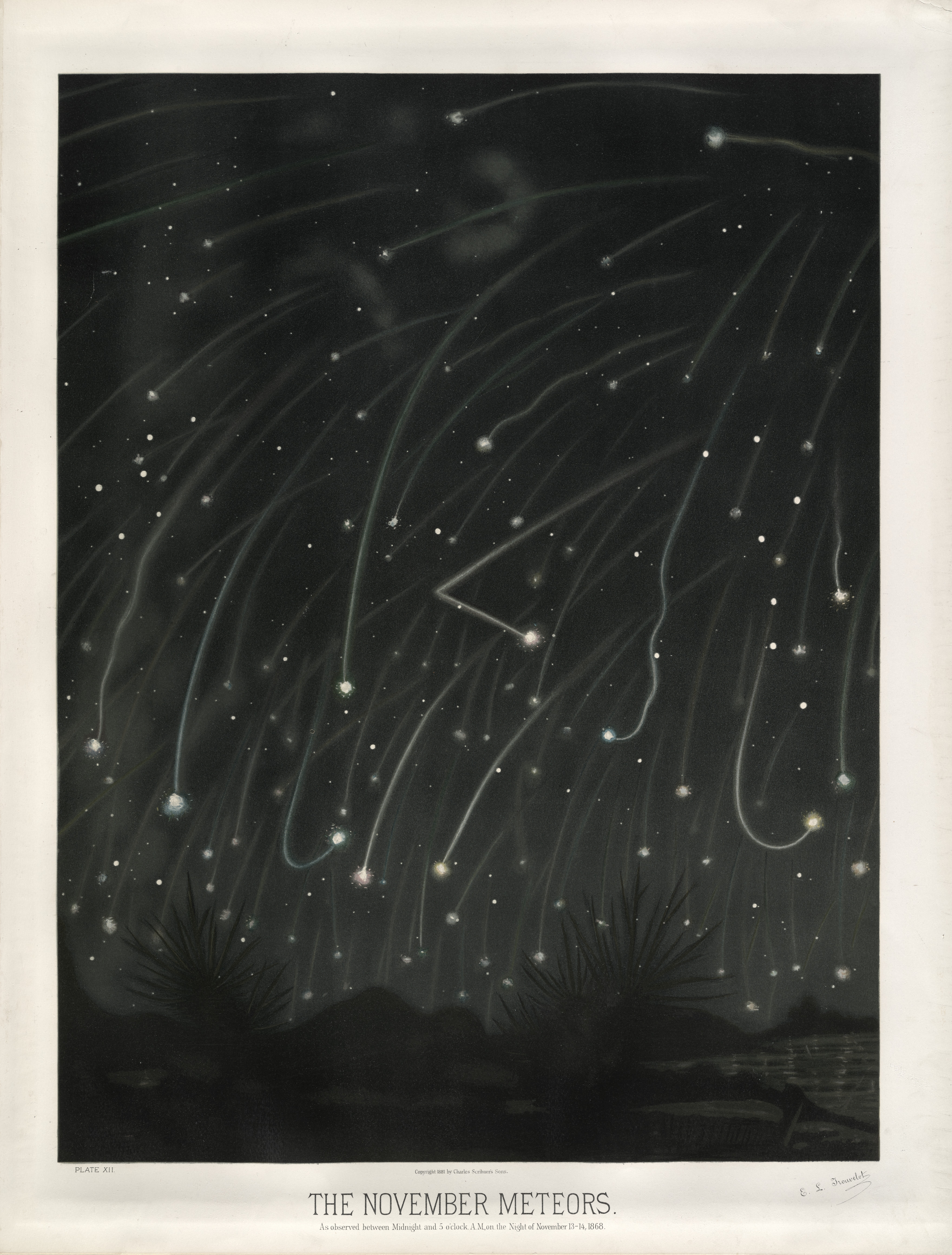
Leoniden auf einer astronomischen Zeichnung des 19. Jahrhunderts (Trouvelot, 1881)

Das spitze Aktivitätsmaximum ist in der Nacht vom 17. auf den 18. November zu beobachten. Die Sternschnuppen sind dabei mit einer geozentrischen Geschwindigkeit von bis zu ca. 72 km/s außerordentlich schnell, wenn sie in die Erdatmosphäre eindringen. Ihre hohe Geschwindigkeit kommt daher, dass sich die Meteoroiden entgegengesetzt zur Bewegung der Erde um die Sonne durch den Raum bewegen, so addieren sich die relativen Geschwindigkeiten.
Einst war der Leonidenstrom wesentlich aktiver als heute, weshalb in früheren Zeiten der November als Sternschnuppenmonat galt. Inzwischen ist die Trümmerwolke des Ursprungskometen jedoch schon sehr weit gestreut, weshalb der Strom in der Regel ein nur mehr schwach ausgeprägtes Maximum aufweist.
Alle 33 Jahre kann es jedoch zu einem besonderen Himmelsspektakel kommen: Kreuzt die Erde die Umlaufbahn des Kometen Tempel-Tuttle, kurz nachdem dieser das innere Sonnensystem durchquert hat, so ist die Zahl der sichtbaren Leoniden-Meteore besonders groß. Es kommt dann zu einem Meteorsturm mit mehreren tausend Meteoren pro Stunde, wie es beispielsweise 1966 der Fall war. Im November 1833 sollen pro Stunde sogar bis zu 200.000 Sternschnuppen beobachtet worden sein. 
In den Jahren vor und nach 2022 (mit ZHR=250) werden relativ wenige Leonidenmeteoroiden zu sehen sein. Wenn der Mutterkomet 2031 jedoch wieder das Sonnensystem passieren wird, wird in den Folgejahren 2033, 2034, 2035 und 2037 an der Erde eine deutlich größere Meteoroiden-Aktivität sichtbar werden (ZHR: 300–500). Zusätzlich wird auch die regelmäßige Basis-Aktivität in diesen Jahren höher sein (ZHR: 30–50).